# Michael Riis
Michael Riis (født 9. juli 1985 i Virum) er en dansk håndboldspiller, der spiller for TMS Ringsted i 1. Division, han har tidligere været tilknyttet Ajax København som spiller i 1. division
Han har også spillet for TMS Ringsted, Aarhus Håndbold og Nordsjælland Håndbold i Håndboldligaen.
Som yngre var han tilknyttet Oure og spillede på ungdomshåndbold i GOG og Virum-Sorgenfri Håndbold.